# Corralillos, Jalisco
Corralillos är en ort i Mexiko.   Den ligger i kommunen Zapotlanejo och delstaten Jalisco, i den centrala delen av landet, 400 km väster om huvudstaden Mexico City. Corralillos ligger 1 782 meter över havet och antalet invånare är 170.
Terrängen runt Corralillos är platt åt nordväst, men åt sydost är den kuperad. Runt Corralillos är det ganska tätbefolkat, med 60 invånare per kvadratkilometer. Närmaste större samhälle är Zapotlanejo, 16,6 km väster om Corralillos. I omgivningarna runt Corralillos växer huvudsakligen savannskog.